# 佐久市子ども未来館
佐久市子ども未来館（さくしこどもみらいかん）は、長野県佐久市にあるチルドレンズ・ミュージアム（体験型子ども博物館）。地球科学、宇宙科学や生命科学の展示、プラネタリウムを有する。愛称はsakumo（サクモ）。2001年の開館から2013年10月12日までの約13年半で、来館者が100万人に到達した。指定管理者は、一般社団法人佐久市振興公社。

## 展示内容
「『未来への創造』～進化する宇宙・地球・生命～を基本テーマ」を基本テーマとし、常設展示室は「地球」「水・大気」「生命・生物」「人間・人類」「天体」「宇宙開発」「未来」の7つのテーマから構成される、ブラキオサウルスの実寸模型や月面歩行体験装置、地球の歴史を体験できる映像シアターなどが用意されている。オルフェウスを搭載したプラネタリウムは直径16m、客席140席で、長野県内で最大規模である。

## 施設
1階
- テーマ1「地球」
- テーマ2「水・大気」

2階
- テーマ3「生命・生物」
- テーマ4「人間・人類」
- テーマ5「天体」

3階
- テーマ6「宇宙開発」
- テーマ7「未来」

## 交通アクセス
- 市内巡回バス - 「佐久市子ども未来館」バス停下車
- 千曲バスほか高速バス - 「岩村田」バス停より3分
- JR小海線・JRバス関東 - 岩村田駅より徒歩5分
- JR北陸新幹線（長野経由） - 佐久平駅より1.5km